# Cristián Reitze
Carlos Cristián Reitze Campos (n. 13 de marzo de 1950) es un político y empresario chileno. Militante del Partido Humanista (PH),  en 1993 fue nominado como candidato presidencial por la Alianza Humanista Verde (AHV), elección en que obtuvo sólo el 1.17% de los votos, y en donde fue elegido Eduardo Frei Ruiz-Tagle.
El 23 de marzo de 1992 fue designado como alcalde de Ñuñoa por el presidente Patricio Aylwin, desempeñándose en dicho cargo hasta el 26 de septiembre de ese año.
En las elecciones parlamentarias de 1997 fue candidato a senador por Santiago Poniente. Después de la elección continuó participando en el Partido Humanista, y actualmente se dedica al negocio familiar de venta de automóviles.

## Historial electoral

### Elecciones presidenciales de 1993
- Elecciones presidenciales de 1993, para la Presidencia de la República[2]

| Candidato               | Pacto              | Partido | Votos     | %     | Resultado  |
| ----------------------- | ------------------ | ------- | --------- | ----- | ---------- |
| Eduardo Frei Ruiz-Tagle | Concertación       | PDC     | 4.040.497 | 57,98 | Presidente |
| Arturo Alessandri Besa  | Unión por Chile    | Ind.    | 1.701.324 | 24,41 |            |
| José Piñera Echenique   | Independiente      | Ind.    | 430.950   | 6,18  |            |
| Manfred Max-Neef        | Independiente      | ECO     | 387.102   | 5,55  |            |
| Eugenio Pizarro Poblete | MIDA               | PCCh    | 327.402   | 4,70  |            |
| Cristián Reitze Campos  | La Nueva Izquierda | AHV     | 81.675    | 1,17  |            |

### Elecciones parlamentarias de 1997
- Elecciones parlamentarias de 1997, para la Circunscripción 7, Santiago Poniente[4]

| Candidato                     | Pacto                          | Partido | Votos   | %     | Resultado |
| ----------------------------- | ------------------------------ | ------- | ------- | ----- | --------- |
| Pía Figueroa Edwards          | Humanista                      | PH      | 14.003  | 1,26  |           |
| Cristián Reitze Campos        | Humanista                      | PH      | 12.791  | 1,15  |           |
| Jovino Novoa Vásquez          | Unión Por Chile                | UDI     | 229.008 | 20,56 | Senador   |
| Ángel Fantuzzi Hernández      | Unión Por Chile                | RN      | 153.278 | 13,76 |           |
| Andrés Zaldívar Larraín       | Concertación por la Democracia | PDC     | 309.370 | 27,77 | Senador   |
| Camilo Escalona Medina        | Concertación por la Democracia | PS      | 177.965 | 15,98 |           |
| Gladys Marín Millie           | La Izquierda                   | PC      | 174.780 | 15,69 |           |
| José Miguel Vallejo Knockaert | Chile 2000                     | ILE     | 38.038  | 3,41  |           |
| Sergio Santander Sepúlveda    | Chile 2000                     | UCCP    | 4.733   | 0,42  |           |